# Gorzyca (gmina Malechowo)
Gorzyca (do 1945 niem. Göritz) – wieś w Polsce, położona w województwie zachodniopomorskim, w powiecie sławieńskim, w gminie Malechowo.
W latach 1975–1998 miejscowość administracyjnie należała do województwa koszalińskiego.